# Аударыспак
Аударыспак (каз. аударыспақ) — состязание всадников, одна из казахских национальных спортивных игр. Аударыспак в большей степени относится к конному спорту, нежели к спортивной борьбе. У киргизов аударыспак называется оодарыш или эңиш.
В аударыспаке участвуют 2 всадника и более. В ходе игры они стремятся стащить друг друга с коня, схватившись за руки. Самое главное в этой игре — устойчивость в седле и навыки управлению лошадью. Побеждает тот, кто свалит противника. Проводится на народных празднествах, гуляньях, а также как спортивное состязание. Аударыспак способствует развитию смелости, ловкости, умению управлять лошадью. Игра возникла у кочевников для поддержания физической формы воинов. Схожие с аударыспаком игры есть и у других народов Центральной Азии. В 1997 году в столице Венгрии — Будапеште на конно-спортивном празднике победу в аударыспаке одержала команда Казахстана.